# ハリスレイヨウジリス
ハリスレイヨウジリス (Ammospermophilus harrisii) は、哺乳綱ネズミ目（齧歯目）リス科レイヨウジリス属に分類されるジリスの1種。
アメリカ南西部およびメキシコに分布する。乾燥した砂漠の暑い気候に適応している。学名は、命名者の1人であるオーデュボンの友人で鳥類学者のエドワード・ハリス (Edward Harris) への献名として付けられた。

## 分布
アメリカ合衆国アリゾナ州およびニューメキシコ州南西部、メキシコソノラ州北西部

## 形態

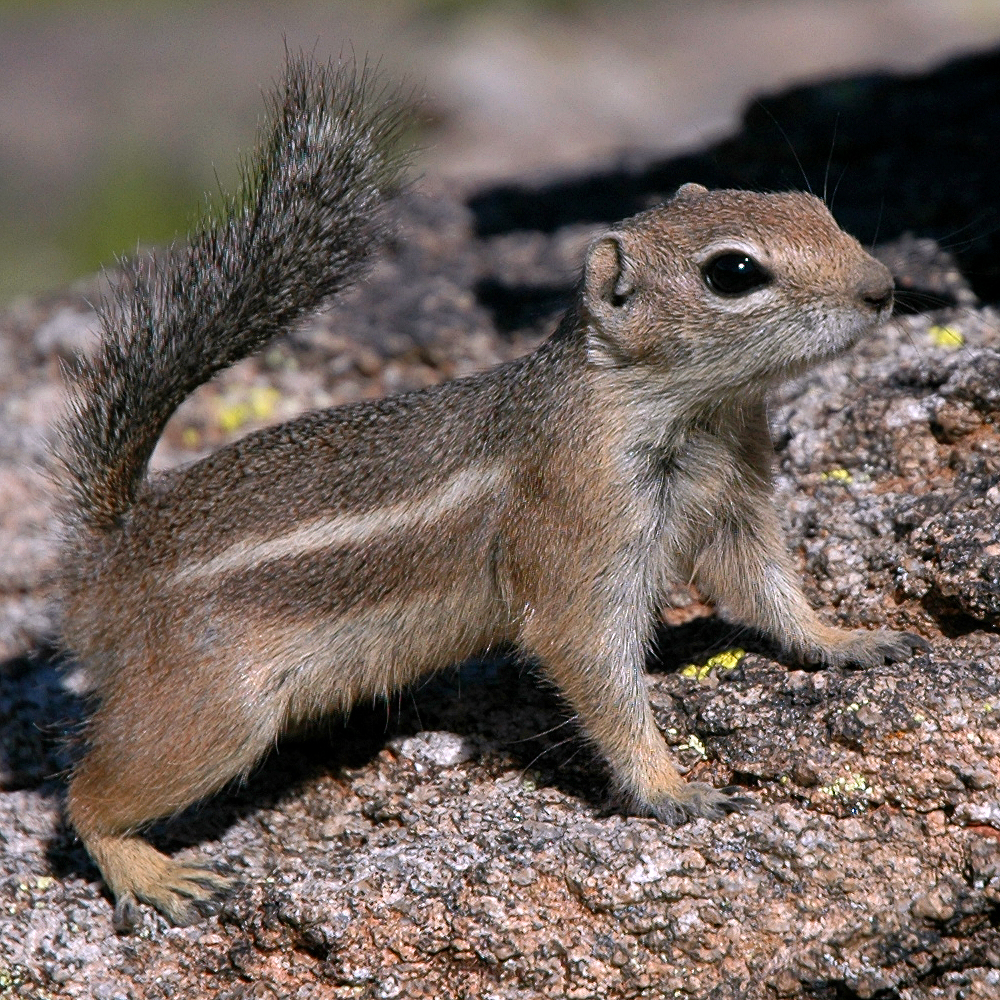
背の上に尾をかざすハリスレイヨウジリス

被毛は灰色で、胴の側面に白色の横縞が1本あり、側面と四肢は茶色、目の周囲に白い縁取りがある。冬毛は夏毛より長い。体重110–140グラム、頭胴長22–25センチメートル、尾長7.6–10センチメートル。シマリスと間違われやすいが、顔に縞がないことで見分けられる。

## 生態
半砂漠地帯に生息する。
昼行性。体温は36.7-41.6度と高い。砂漠の熱から体を守るため、日傘のように尾を体の上に掲げて日陰を作る。体温が限界近くまで上昇すると、日陰に移動して地面に腹ばいで寝ることで体温を下げる。汗をかかない代わりに唾液の分泌によって体温を下げる。
最適な繁殖期は2月から3月だが、12月から6月まで繁殖することが可能である。妊娠期間は30日、1度の出産で平均6.5頭の子を産む。生後217日で大人と同じ大きさに成長し、雌雄ともに約1年で性成熟する。
雑食性で、サボテンの果肉や種、メスキート（マメ科の低木）の豆などの植物だけではなく、昆虫、小型の齧歯類、腐肉も食べる。捕食者には、ボブキャット、コヨーテ、ヘビ、ペットの犬や猫などがいる。

## 保全状況評価
絶滅には瀕していないが、生息域は開発によって減少している。アリゾナ州では保護の対象となっており、アリゾナ州政府狩猟漁業省によって捕獲が禁止されている。 